# Out of Control
"Out of Control" er en sang fra det engelske rock ’n’ roll band The Rolling Stones, og den blev udgivet som single fra deres album Bridges to Babylon
Sangen blev skrevet af Mick Jagger og Keith Richards, og historien bag riffet til sangen fortalte Richards om i 1997:” ”Out of Control” har et bass riff fra ”Papa Was a Rolling Stone”… Hey, hvis nogle kan gøre det, (joke), er det os (griner). Mick spillede mundharmonika soloen på denne her. Han bliver bedre og bedre .”
Musikerne der indspillede var følgende. Jagger sang, spillede mundharmonika og elektrisk guitar sammen med Richards, Ron Wood og Waddy Wachtel. Trommerne spillede Charlie Watts, mens bass og clavinet blev spillet af Danny Saber. Klaveret og perkussion blev spillet af henholdsvis Don Was og Jim Keltner, mens keyboardet blev spillet af Jamie Muhoberac. Koret til nummeret bestod af Jagger, Richards, Bernard Fowler og Blondie Chaplin .
Singlen ”Out of Control” blev udgivet den 10. august 1998, i England, hvor den fik en 51. plads. Nummeret blev også optaget under deres Bridges to Babylon Tour, og udgivet på live albummet No Security fra 1999.

### Fodnote
1. ↑  Out of Control
2. ↑  Out Of Control – Lyrics